# Rivière Severn (baie d'Hudson)
Pour les articles homonymes, voir Rivière Severn.
La rivière Severn  coule sur environ 935 km entre sa source au lac Deer dans le Territoire non organisé de Kenora (en) jusqu'a son embouchure dans la baie d'Hudson dans le Nord-Ouest de l'Ontario (Canada).